# Luidia maculata
Luidia maculata är en sjöstjärneart som beskrevs av Müller och Franz Hermann Troschel 1842. Luidia maculata ingår i släktet Luidia och familjen sprödsjöstjärnor. Inga underarter finns listade i Catalogue of Life.